# Cicerina elegans
Cicerina elegans är en plattmaskart som först beskrevs av Evdonin LA 1971, och fick sitt nu gällande namn av Evdonin 1977. Cicerina elegans ingår i släktet Cicerina och familjen Cicerinidae. Inga underarter finns listade i Catalogue of Life.